# Aeroportul El Loa
Aeroportul El Loa (IATA: CJC, ICAO: SCCF) este un aeroport din Calama, Chile, Calama⁠(d), Provincia El Loa, Regiunea Antofagasta, Chile ce deservește zona Calama. Aeroportul a fost tranzitat în 2022 de 898.730 de pasageri.
Situat la o altitudine de 2.299 m, aeroportul dispune de o singură pistă.